# Héctor González Garzón
Héctor González Garzón, (Zipaquirá, Cundinamarca, Colombia; 7 de julio de 1937-Bogotá, Cundinamarca, Colombia; 23 de agosto de 2015), fue un futbolista colombiano, que se le apodaba El Zipa, que se desempeñó como delantero en Independiente Santa Fe y en el Deportes Tolima de su país. Además, tuvo el honor de jugar con la Selección Colombia la Copa Mundial de Fútbol de 1962 en Chile. González, es considerado uno de los mejores jugadores de Independiente Santa Fe, y del Fútbol Profesional Colombiano en la década de 1960. En su honor, se nombró al estadio de su municipio natal Estadio Municipal Héctor "El Zipa" González.

## Trayectoria

### Inicios
Héctor Zipa González, nació en el municipio de Zipaquirá, en el departamento de Cundinamarca, en el centro de Colombia. Allí, empezó a jugar al fútbol siendo un niño, y cuando era un adolescente entró al equipo Huracán. En el equipo de su pueblo natal, tuvo muy buenos partidos; por lo que pasó a las divisiones inferiores de Independiente Santa Fe de la ciudad de Bogotá. En las inferiores del conjunto cardenal, González tuvo grandes actuaciones por lo que rápidamente subió a la nómina profesional.

### Independiente Santa Fe
Luego de jugar por un tiempo en las divisiones inferiores, el jugador nacido en Zipaquirá, debutó como futbolista profesional con Santa Fe en el año 1959. Desde su debut, demostró sus grandes capacidades, por lo que rápidamente se hizo un lugar dentro del onceno titular. En 1960, bajo el mando del entrenador argentino Julio Tócker, Independiente Santa Fe se coronó campeón del Fútbol Profesional Colombiano por tercera (3) vez en su historia; y una de sus máximas figuras fue González, que hacia parte de una nómina con grandes jugadores como los colombianos Carlos Rodríguez, Carlos "Copetín" Aponte, Hernando "Mono" Tovar, Jaime Silva, y a los argentinos Osvaldo Panzutto, y Alberto Orlando Perazzo. Al año siguiente, el equipo de la ciudad de Bogotá disputó por primera vez en su historia la Copa Libertadores de América, e hizo una gran participación luego de llegar hasta las semifinales. Dentro de los jugadores más destacados en el torneo internacional estuvo Héctor "Zipa" González. En los años siguientes, el equipo cardenal tuvo buenas y malas campañas; pero entre sus figuras estuvo el delantero cundinamarqués. Su gran y exitosa etapa en Santa Fe, sería hasta finales del año 1965, cuando después de ser campeón, figura, goleador e ídolo de la hinchada santafereña, se iría a jugar al Deportes Tolima, club de la ciudad de Ibagué. Así, se fue uno de los mejores delanteros de la historia del club de la capital de Colombia.

### Deportes Tolima
Luego de su gran y exitosa etapa en Independiente Santa Fe, Héctor se fue a jugar al Deportes Tolima en el año 1966. En el equipo "Pijao", fue la máxima figura y el goleador del equipo. Su etapa en el equipo de la ciudad de Ibagué, sería hasta finales del año 1968, cuando luego de 9 años como un destacado futbolista, se retiró de la actividad profesional.

### Selección Colombia
Gracias a sus muy buenos partidos y sus goles con la camiseta de Independiente Santa Fe, Héctor "Zipa" González fue convocado para jugar con la Selección Colombia. Con la selección, jugó las Eliminatorias al Mundial de 1962, donde fue muy importante; ya que anotó el gol que le dio la clasificación de Colombia por primera vez en su historia a una Copa Mundial. Tuvo además el honor de ser parte de la nómina de Colombia que jugó por primera vez una Copa Mundial junto a sus compañeros Carlos "Copetín" Aponte, Francisco "Cobo" Zuluaga, Jaime Silva y Hernando "Mono" Tovar . En el Mundial de Chile 1962, González jugó 2 partidos contra las selecciones de la Unión Soviética y de Yugoslavia. Además, jugó la Copa América de 1963.

## Luego del retiro
Cuándo Héctor "Zipa" González dejó el fútbol profesional, se quedó por un tiempo en Ibagué, donde terminó sus estudios de derecho, y luego de ello hizo negocios de finca raíz e inmobiliarias. Luego regresó a Bogotá, donde murió en el 2015, por problemas de salud. Sus exequias se realizaron en su natal Zipaquirá, y en su honor el estadio del municipio pasó a llamarse Estadio Municipal Héctor "El Zipa" González. 

## Clubes
| Club                        | País     | Año         |
| --------------------------- | -------- | ----------- |
| Club Huracán Zipaquirá      | Colombia | 1955 - 1958 |
| Club Independiente Santa Fe | Colombia | 1959 - 1965 |
| Deportes Tolima             | Colombia | 1966 - 1968 |

## Palmarés
| Título           | Club     | País     | Año  |
| ---------------- | -------- | -------- | ---- |
| Primera División | Santa Fe | Colombia | 1960 |

## Selecciones nacionales
| Selección | Torneo (s)                  | Año (s)     |
| --------- | --------------------------- | ----------- |
| Colombia  | Copa Mundial y Copa América | 1962 y 1963 |